# Poiana Cristei
Poiana Cristei – wieś w Rumunii, w okręgu Vrancea, w gminie Poiana Cristei. W 2011 roku liczyła 648
mieszkańców